# Carl Torssell
Carl Torssell, född 18 januari 1808 i Närke, död 4 oktober 1872 i Stockholm, var en svensk musiker. Han var far till Oscar Torssell.

## Biografi
Carl Torssell föddes 18 januari 1808 i Närke. Han anställdes 1 juli 1825 som cellist vid Kungliga Hovkapellet. Han blev också 1827 organist i Tyska kyrkan och 1830 i Storkyrkan. Torssell gifte sig 16 september 1837 med Augusta Desideria Küsel. Han blev 1843 ledamot av Kungliga Musikaliska Akademien. Den 1 juli 1853 slutade han som cellist vid Hovkapellet.
Torssell  tjänstgjorde 1856–1857 som cellolärare i Kungliga Musikaliska Akademien. Han var 1858–1862 kontrabasist vid Kungliga Hovkapellet, därjämte pianolärare vid elevskolan och till 1872 sångrepetitör vid Operan, för vilken han lämnade musik till några dramer. Torssell var far till Oscar Torssell.
Torssell var virtuos på bland annat violin, kontrabas och piano. Han anförde på 1830-talet ett amatörsällskap. 1868 tilldelades han Litteris et Artibus. Torssell avled 4 oktober 1872 i Stockholm.